# The Vow of Ysobel
Pour plus de détails, voir Fiche technique et Distribution.
The Vow of Ysobel est un film muet américain réalisé par Fred Huntley et sorti en 1912.

## Fiche technique
- Réalisation : Fred Huntley
- Production : William Nicholas Selig
- Dates de sortie : 
  -  États-Unis : 9 juillet 1912

## Distribution
- Herbert Rawlinson : Docteur Frank Livingston
- Al Ernest Garcia : Jose
- Edward H. Philbrook : Don Juan, le père d'Ysobel
- Roy Watson
- Frank Richardson
- Betty Harte : Ysobel
- Lillian Hayward
- Camille Astor